# Eudes d'Orléans (comte de Blois)
Pour les articles homonymes, voir Eudes d'Orléans.
Eudes d'Orléans (– † 865), également dénommé Eudes de Chartres, était un noble franc du milieu du IXe siècle.
Fils du comte Guillaume, mort au combat en 834, il lui succéda aux charges de comte de Blois, Chartres et Châteaudun jusqu'à sa mort, en 865. 
Il était le neveu de son homonyme, le comte Eudes d'Orléans, mort dans les mêmes circonstances que son père.

## Hypothèse
Pour Pierre Riché, son père aurait transmis le titre de comte de Blois à sa sœur Waldrade en guise de dot. Le mari de cette dernière, le comte Robert III de Hesbaye, étant lui aussi mort en 834, c'est son supposé fils Robert le Fort qui aurait ainsi directement hérité de ce comté,. Cela reste possible si ce dernier, marquis de Neustrie, a d'abord assumé la régence pendant la minorité d'Eudes avant de récupérer pleinement le comté à la mort de ce dernier, en 865.